# Волков Олександр Федорович
Волков Олександр Федорович (нар. 2 серпня 1957, Фастів, Київська область) — український правник, суддя, Заслужений юрист України, відомий тим, що виграв у Європейському суді з прав людини справу «Олександр Волков проти України»

## Біографія
Народився 2 серпня 1957 в м. Фастів Київської області.
1983 рік — закінчив юридичний факультет Київського державного університету ім. Т.Шевченка за спеціальністю правознавство.
1974-75 — судовий виконавець Фастівського міського народного суду
1975-77 — слюсар, механік рефрижераторного поїзда, вагонне депо ст. Фастів Південно-Західної залізниці.
1977-79 — служба в армії.
1980 — слюсар, механік рефрижераторного поїзда, вагонне депо ст. Фастів Південно-Західної залізниці.
1980-81 — консультант відділу юстиції Київського облвиконкому.
1981 — державний нотаріус 1-а Київської обласної державної нотаріальної контори.
1981-83 — консультант відділу юстиції Київського облвиконкому.
1983-87 — народний суддя Бородянського районного народного суду Київської області
1987-92 — член військового трибуналу Бєлоґорського гарнізону Далекосхідного Військового округу.
1992-93 — 1-й заст. начальника, начальник управління організаційного забезпечення судів Міністерства юстиції України.
1993-94 — ст. консультант, Секретаріат Комісії ВР України у питаннях законодавства й законності.
З 1994 — суддя Верховного Суду України, голова Військової судової колеґії (з 02.1994; 06.2003-06.10 — безстроково).
6 червня 2010 звільнений з посади рішенням ВР України,
12.2014 ВР відмінила це рішення (на виконання постанови ЄСПЛ).
2014 — Керівник Головного управління з питань судоустрою та правової політики Адміністрації Президента України.
31 березня 2015 року Член Конституційної комісії при Президентові України

## Звільнення з посади судді Верховного Суду України
16 грудня 2008 член ВРЮ Ренат Кузьмін вніс пропозицію про звільнення Волкова з посади судді у зв'язку з порушенням присяги. Таку ж пропозицію вніс член ВРЮ Володимир Колесниченко у березні 2009. Однак обидва заявники не врахували того факту, що під час призначення Олександра Волкова на посаду судді місцевого суду в 1983 процедура складання присяги, була законодавством не передбачена.
26 травня 2010 ВРЮ розглянула ці клопотання за відсутності Волкова та вирішила рекомендувати Верховній Раді України звільнити його з посади.
16 червня 2010 парламентський комітет під головуванням Сергія Ківалова розглянув відповідні подання та ухвалив рішення рекомендувати звільнити заявника з посади судді.
17 червня 2010 ВРУ розглянула рекомендації парламентського комітету на пленарному засіданні та ухвалила звільнити суддю.
Сам Волков стверджував, що під час голосування не всі народні депутати були присутніми у залі засідань і голосування відбувалося з порушенням встановленої процедури, зокрема щодо вимоги особистого голосування й оскаржив ухвалене рішення до Вищого адміністративного суду України.
19 жовтня 2010 спеціально створена Головою ВАСУ палата частково задовольнила його позов: суд визнав рішення ВРЮ незаконним, проте не скасував його через відсутність відповідних повноважень. Після чого Волков звернувся до ЄСПЛ.
Встановивши неправомірність звільнення О. Волкова, ЄСПЛ вирішив, що Україна повинна забезпечити його відновлення на посаді судді Верховного Суду у якомога стислий термін.
Відразу після набуття рішенням ЄСПЛ остаточного характеру тодішній міністр юстиції Олександр Лавринович заявив, що йому невідомий механізм поновлення судді ВСУ на посаді.
1 липня 2014 р. Рада відмовилася відновити на посаді суддю Верховного суду Волкова.
25 грудня 2014 р. Рада підтримала в цілому проєкт постанови № 1352 про відновлення Волкова на посаді.
25 грудня 2014 року Верховна Рада прийняла постанову № 60-VIII «Про виконання рішення Європейського суду з прав людини у справі „Олександр Волков проти України“ щодо судді Верховного Суду України Волкова Олександра Федоровича». Цією постановою парламент скасував попередню постанову (у частині звільнення цього судді)
2 лютого 2015 року Голова Верховного Суду України Ярослав Романюк видав наказ про відновлення на посаді судді ВСУ Олександра Волкова.
23 лютого 2015 року Пленум ВСУ ухвалив рішення, яким суддя Волков введений до складу Судової палати ВСУ в адміністративних справах.

## Цікаві факти
9 січня 2013 року ЄСПЛ оприлюднив рішення у справі «Волков проти України» яким постановив відновити суддю на посаді, оскільки ВРУ звільнила його з порушенням Конституції України, регламенту ВРУ та закону про статус народного депутата, оскільки голосування за звільнення відбувалось за чужими картками нардепів.
Згідно рішення ЄСПЛ Україна повинна була виплатити Волкову компенсацію у розмірі 18 тисяч євро: 12 тис. євро компенсації витрат та 6 тис. євро моральних збитків.
ЄСПЛ визнав звільнення О.Волкова в тому числі, як загрозу незалежності судової влади України в цілому.
Був помічником народного депутата Бобильова Олександра Фадійовича. Блок «Наша Україна — Народна самооборона», 6 скликання
Одружений

## Звання, нагороди
Суддя вищого кваліф. класу.
Заслужений юрист України з 12.2005.
Генерал-майор юстиції з 06.2001 року.
Генерал-лейтенант юстиції (Указ Президента України № N 647/2009 від 20.08.2009)